# Neiße-Malxetal
Neiße-Malxetal est une commune d'Allemagne, dans l'arrondissement de Spree-Neisse, Land du Brandebourg.

## Géographie
La commune se situe au sud-est du Brandebourg, dans la Basse-Lusace, à la frontière avec la Pologne, dans la région historique des Sorabes et des Wendes.
Le nom de la commune vient du fait que c'est ici que la Malxe (de) se jette dans la Neisse.

## Histoire
La commune est créée le 31 décembre 2001 du regroupement volontaire de Groß Kölzig, Jerischke, Klein Kölzig, Preschen et Jocksdorf.

## Démographie
| 1875 | 1 804 |
| 1890 | 1 822 |
| 1910 | 2 868 |
| 1925 | 3 122 |
| 1933 | 3 267 |
| 1939 | 3 145 |
| 1946 | 3 283 |
| 1950 | 3 532 |
| 1964 | 3 011 |
| 1971 | 2 868 |

| 1981 | 2 190 |
| 1985 | 2 058 |
| 1989 | 1 994 |
| 1990 | 1 965 |
| 1991 | 1 909 |
| 1992 | 1 874 |
| 1993 | 1 868 |
| 1994 | 1 856 |
| 1995 | 1 842 |
| 1996 | 1 855 |

| 1997 | 1 885 |
| 1998 | 1 895 |
| 1999 | 1 926 |
| 2000 | 1 947 |
| 2001 | 1 943 |
| 2002 | 1 937 |
| 2003 | 1 912 |
| 2004 | 1 910 |
| 2005 | 1 886 |
| 2006 | 1 856 |

| 2007 | 1 836 |
| 2008 | 1 800 |
| 2009 | 1 799 |
| 2010 | 1 799 |
| 2011 | 1 740 |
| 2012 | 1 712 |
| 2013 |       |

Les sources de données se trouvent en detail dans les Wikimedia Commons.

## Source, notes et références
- (de) Cet article est partiellement ou en totalité issu de l’article de Wikipédia en allemand intitulé « Neiße-Malxetal » (voir la liste des auteurs).

1. ↑  Limites de 2013
2. ↑  Population Projection Brandenburg at Wikimedia Commons